# Amour (fleuve)
Pour les articles homonymes, voir Amour (homonymie).
L'Amour (en russe : Амур, voir ci-dessous) est un fleuve d'Asie. Il s'étend sur 4 354 km depuis la source de l'Argoun, ce qui en fait le premier fleuve de Sibérie. Il est moins long toutefois que le système formé par l'Ob et son affluent l'Irtych. C'est le cinquième fleuve d'Asie pour la longueur du cours.
Il se jette dans le liman de l'Amour, face à l'île de Sakhaline, en mer d'Okhotsk (nord-ouest de l'océan Pacifique). Une grande partie de son cours marque la frontière entre l'extrême-orient russe et la Chine. Son bassin versant s'étend sur une partie de la Mongolie, de la Chine et de la Russie.

## Nom du fleuve
Le nom Amour reflète phonétiquement son nom russe Амур (prononcé : /ɐ.ˈmur/). Ce dernier proviendrait d'un terme bouriate signifiant « boueux » ou bien du terme toungouse амар ou дамур signifiant « grande rivière ».
En nanaï, le fleuve s'appelle Мангбо ou Дāи Маңбо (pron. [dai maŋbo]) signifiant « grand fleuve ».
En mandchou, son nom  (ᠰᠠᡥᠠᠯᡳᠶᠠᠨ ᡠᠯᠠ), Sahaliyan ula, signifie « fleuve noir ».
En chinois, il est nommé 黑龙江 / 黑龍江, Hēilóngjiāng, « fleuve du dragon noir ». La province du Heilongjiang en Chine, où il s'écoule, doit son nom à ce fleuve même. La Société du Dragon noir tire également son nom de ce fleuve.

## Géographie

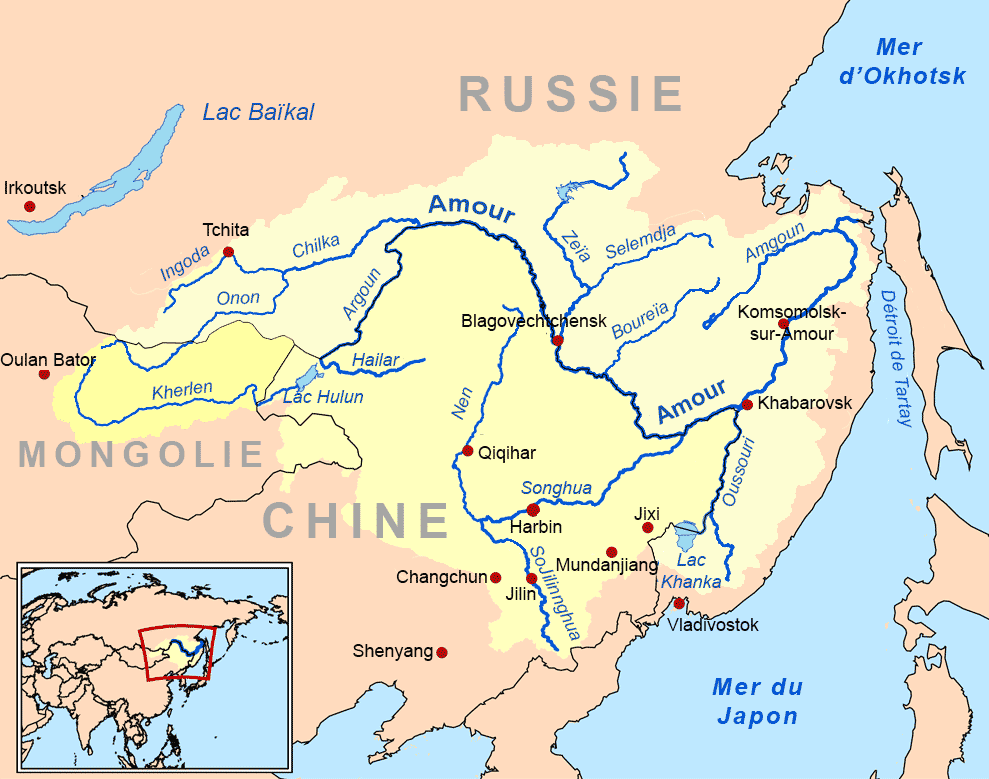
Le fleuve Amour, frontière naturelle entre la Russie et la Chine (en plus pâle, le bassin versant de l'Amour).

Le fleuve est formé par la réunion de la Chilka et de l'Argoun. Il matérialise aujourd'hui la frontière entre la Russie et la Chine sur presque 1 600 km avant de recevoir le Songhua Jiang et l'Oussouri et d'entrer définitivement en Russie où, après avoir reçu les eaux de l'Amgoun, il se jette dans le liman de l'Amour, en mer d'Okhotsk, en face de l'île de Sakhaline.

### Partie supérieure du cours
Le fleuve s'écoule le long d'une pente assez forte, et se fraie un chemin dans le massif du Grand Khingan, zone de hauts plateaux où le fleuve a par place creusé des gorges escarpées.

### Partie moyenne du cours
À partir de l'agglomération transfrontalière Blagovechtchensk-Heihe, la pente devient faible, et le fleuve serpente au milieu de prairies de la plaine de Zeïa-Boureïa, formée par le fleuve et deux de ses affluents (la Zeïa et la Boureïa). Les méandres du fleuve peuvent alors atteindre des dimensions étonnantes, comme le méandre de Korsakov, où le fleuve fait un détour de 45 km pour parcourir 600 m à vol d'oiseau.[réf. nécessaire] Après sa confluence avec la Boureïa, la plaine fluviale se resserre sur 150 km, lors du passage dans le massif du Petit Khingan, puis s'élargit à nouveau dans la plaine formée par le fleuve et par un de ses affluents, le Sungari (ou Sōnghuā Jiāng en langue chinoise).

### Partie inférieure du cours

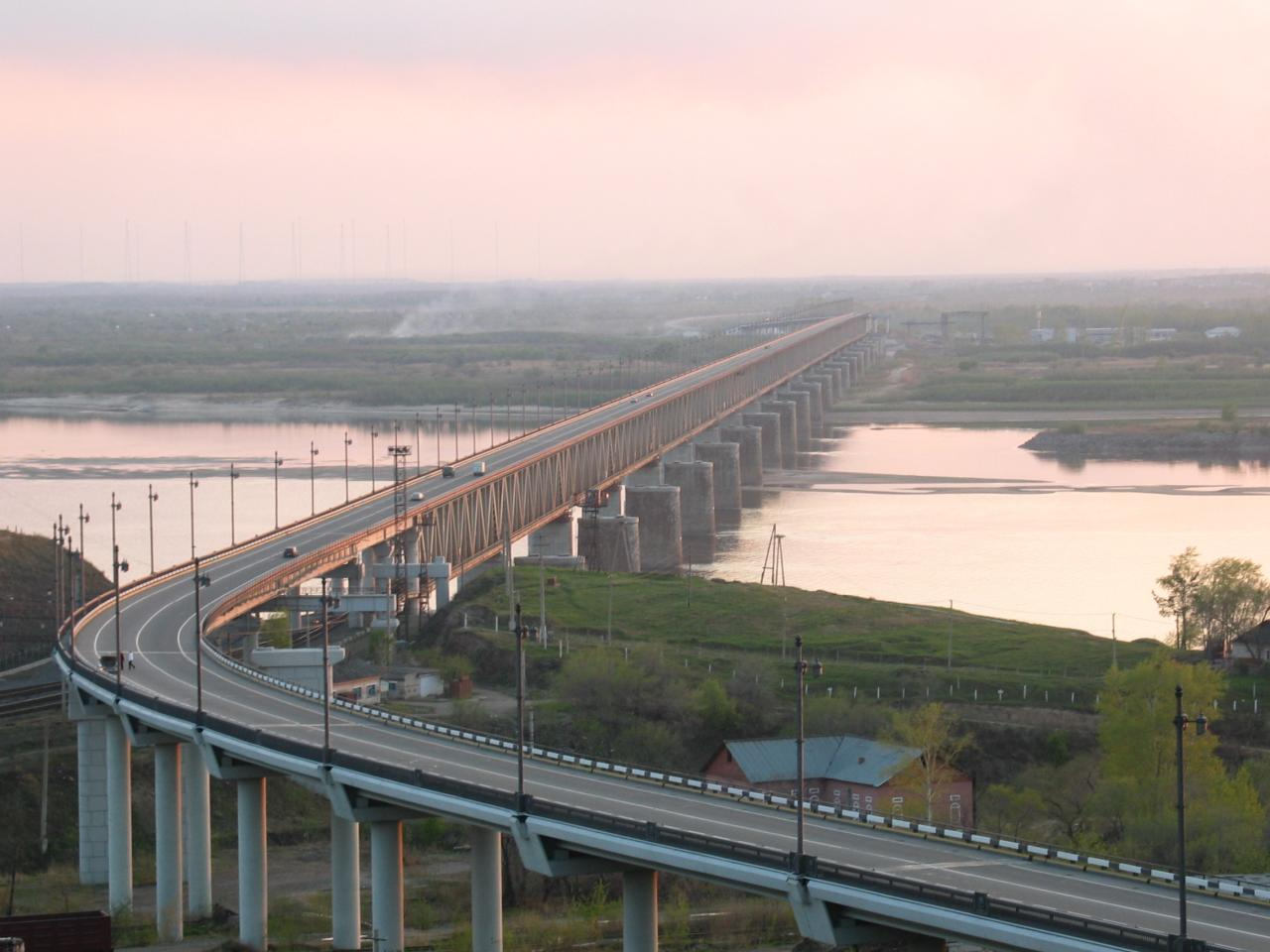
Pont sur l'Amour à Khabarovsk.

À partir de la ville de Khabarovsk, le fleuve reçoit les eaux de l'Oussouri, puis tourne vers le Nord. La pente devient extrêmement faible (à 1 000 km de l'embouchure, l'altitude n'est que de 70 m). Le fleuve s'élargit encore et s'étale dans une plaine marécageuse, de nombreuses îles jalonnent son cours. Il finit par aboutir dans un grand estuaire (plus de 200 km de long) qui débouche enfin sur le liman de l'Amour.

## Hydrologie

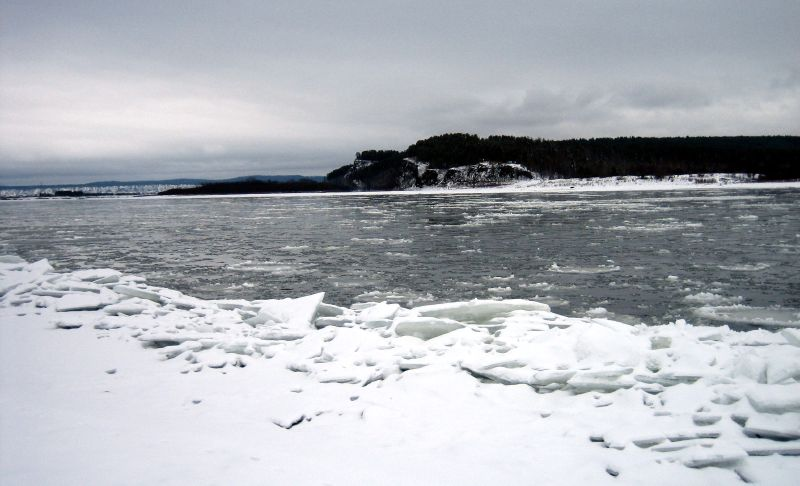
Glaces flottantes sur l'Amour.

L'Amour voit le niveau de ses eaux monter en avril, avec la fonte des neiges dans la plaine, puis en mai avec la fonte des neiges en montagne. Mais l'enneigement du bassin versant est faible, et cette augmentation n'est pas très importante.
Ses plus hautes eaux en été ont lieu fin juillet-début août, sous l'effet de la mousson d'été : des pluies violentes se succèdent alors, amenant une brusque montée des eaux.
Son étiage a lieu en hiver, de novembre à mars.
Son débit moyen à l'embouchure est de 11 000 m3/s.

## Économie
Son cours, dès la confluence de la Chilka et de l'Argoun, est entièrement navigable et la Chilka l'est aussi depuis Sretensk, en Russie. Il permet de transporter vers l'ouest du bois et du pétrole, et vers l'est des céréales, des machines et autres produits provenant de la Russie occidentale. Il est néanmoins fermé à la navigation six mois par an à cause des glaces.
L'équipement hydroélectrique — 14 barrages de plus de 15 m de haut — a permis l'industrialisation de la région, ainsi que, grâce à la régulation du cours du fleuve, le développement de l'agriculture.
Ses ressources en poissons ne sont pas négligeables : l'Amour compte plus de 100 espèces de poissons, dont deux espèces notables endémiques du fleuve : l'esturgeon de l'Amour (Acipenser schrenckii) et l'esturgeon kalouga (Huso dauricus). La pêche la plus lucrative est celle des salmonidés qui, à la fin de l'été et au début de l'automne, viennent du Pacifique pour frayer en eau douce.
À cause de son nom, l'Amour est aussi une destination touristique très prisée des jeunes mariés russes pour leurs voyages de noces. Une véritable industrie des séjours en lune de miel s'y est développée, en été comme en hiver. Ce fleuve est aujourd'hui considéré comme un des cours d'eau les plus romantiques du monde.[réf. nécessaire]

## Histoire
Maksim Perfiliev explore la Transbaïkalie. Il rentre de son périple en 1636 et fait état des richesses agricoles, humaines et géographiques de la vallée du fleuve Amour. Il est suivi en 1643 par l'expédition de Vassili Poïarkov.

### Traité de Nertchinsk
Par le traité de Nertchinsk (6 septembre 1689) — premier traité signé entre la Chine et la Russie —, la frontière extrême-orientale entre la Russie et la Chine est fixée au fleuve Argoun, affluent de l'Amour.

### Traité de Pékin
En 1858, le traité d'Aigun (ratifié par le traité de Pékin en 1860) confirme, avec quelques modifications, le traité de Nertchinsk : l'Amour et l'Oussouri délimitent la frontière entre la Chine et la Russie.

### Incidents frontaliers de 1969
Les îles de l'Amour et de l'Oussouri furent le théâtre d'un début de conflit à la suite de la rupture sino-soviétique, qui se traduisit par des incidents frontaliers au mois de mars 1969, puis en août de la même année. Ces affrontements étaient dus à un changement du cours de l'Oussouri.

## Littérature
- Romain Gary fait référence à ce fleuve dans Gros-Câlin, son premier roman écrit sous le pseudonyme d'Émile Ajar.
- Andreï Makine fait référence à ce fleuve dans son livre Au temps du fleuve Amour.
- Blaise Cendrars fait référence à ce fleuve dans son long poème La Prose du Transsibérien et de la petite Jeanne de France : « Et les eaux limoneuses de l'Amour charriaient des millions de charognes » (vers 45).
- Joseph Delteil fait référence à ce fleuve dans son roman Sur le fleuve Amour, écrit en 1922.
- Manu Chao fait référence à ce fleuve dans la chanson Sibérie Fleuve Amour, de l'album Sibérie m'était contéee.
- Nikolaï Zadornov fait référence à ce fleuve dans son roman Amur Saga (en russe : Амур-батюшка / Amur-Batiushka[6]  (ISBN 978-0714704753)), écrit en 1941-1946.
- Le duo de slam rock Double Hapax a consacré un de ses titres, Roman fleuve, au fleuve Amour.
- Patricia Chichmanova fait référence à ce fleuve dans le récit Les émigrés du fleuve Amour, 2018, éd. Les Carnets de l'Aléatoire.
- Andreï Guelassimov consacre son roman à l'exploration de l'embouchure du fleuve Amour au xixe siècle, La rose des vents (Rosa vetrov), trad. Raphaëlle Pache, 2021, éditions des Syrtes (ISBN 978-2-9406-2895-7).